# Boii (amphibiens)
Boii crassidens
Pour les articles homonymes, voir Boii (homonymie).
Genre
Espèce
Boii est un genre fossile de microsaures au sein de la famille des Tuditanidae. L'espèce type est Boii crassidens et, en 2022, le genre est resté monotypique.

## Présentation
Il a été trouvé dans du charbon carbonifère provenant de mines près de la municipalité de Kounov en République tchèque. Les seuls vestiges du genre consistent en un crâne écrasé, des os de la ceinture scapulaire et des écailles, qui étaient similaires aux éléments microsauriens initialement classés sous le genre Asaphestera. Le genre Boii peut être caractérisé par son crâne fortement sculpté, sa fine plaque ventrale des clavicules et un plus grand nombre de crocs sur le toit de la bouche. Pendant de nombreuses années, le type et la seule espèce connue, Boii crassidens, a été considéré comme une espèce de Sparodus jusqu'en 1966, lorsque Robert L. Carroll l'a assigné à son propre genre.

## Histoire de la découverte
Le spécimen maintenant désigné sous le nom de Boii crassidens a été décrit pour la première fois par Antonin Frič, l'un des paléontologues les plus remarquables de la région de Bohême de la fin du XIXe siècle (qui fait maintenant partie de la République tchèque). Frič a apporté de nombreuses contributions à la connaissance des tétrapodes du Carbonifère au cours de sa vie, y compris un article particulier publié dans le journal Sitzungsberichte der königlichen Böhmischen Gesellschaft der Wissenschaften à Prague, la revue scientifique de Bohême la plus remarquable de son époque. L'article, qui a été publié en 1876 dans le volume 1875 du journal, était une liste d'animaux carbonifères que lui et ses associés ont récemment découverts dans les mines de charbon bitumineux, près des localités de Nýřany et Kounová. Sa liste comprenait de courtes descriptions préliminaires de nombreux nouveaux genres et espèces de tétrapodes, notamment Microbrachis, Branchiosaurus, Hyloplesion (à l'époque appelé Stelliosaurus) et Sparodus.
La plupart des "Sauriers" (reptiles, amphibiens ou tétrapodes) dont il traitait dans l'article provenaient des mines de Nýřany, avec seulement deux exemples diagnostiques trouvés dans les mines de Kounová. L'un d'eux était un supposé amphibien qu'il désigna sous le nom de Labyrinthodon shwarzenbergii, qui est maintenant connu pour ne pas être du tout un amphibien, mais plutôt une synapside ancienne nommée Macromerion. L'autre spécimen, qui est maintenant connu sous le nom de Boii crassidens, avait été nommé auparavant Batrachocephalus crassidens. Ce spécimen consistait en un crâne broyé, conservé sur une dalle et une contre-dalle de charbon. Les os de la mâchoire, les écailles et les éléments de la ceinture scapulaire ont également été conservés sur les dalles. Il est actuellement conservé au musée national de Prague, sous la désignation ČGH 83.
Cet article n'était qu'un examen préliminaire des créatures découvertes par Frič et ses associés. Une description plus élaborée a été publiée en 1883 dans le cadre d'une monographie personnelle se concentrant uniquement sur les créatures découvertes dans ces mines. Cette description a renommé Batrachocephalus crassidens en Sparodus crassidens, car le nom de genre Batrachocephalus était déjà pris par Batrachocephalus mino, une espèce indonésienne de poissons-chats. Frič a également attribué un maxillaire isolé (os de la mâchoire supérieure) avec la désignation ČGH 124 à cette espèce, bien qu'il soit un peu plus grand que le maxillaire du crâne écrasé.
Dans une publication de Robert L. Carroll en 1966 sur les microsaures, Sparodus crassidens s'est avéré ne pas appartenir au genre Sparodus. Au lieu de cela, il a été réévalué comme appartenant à une famille de premiers microsaures connue sous le nom de Tuditanidae. Cet état de fait a incité Carroll à créer un nouveau nom de genre pour les spécimens précédemment considérés comme appartenant au genre Sparodus crassidens. Le nouveau nom qu'il a donné était Boii crassidens, du peuple des Boïens qui habitait la région de Bohême durant l'Antiquité romaine.

## Description

### Crâne

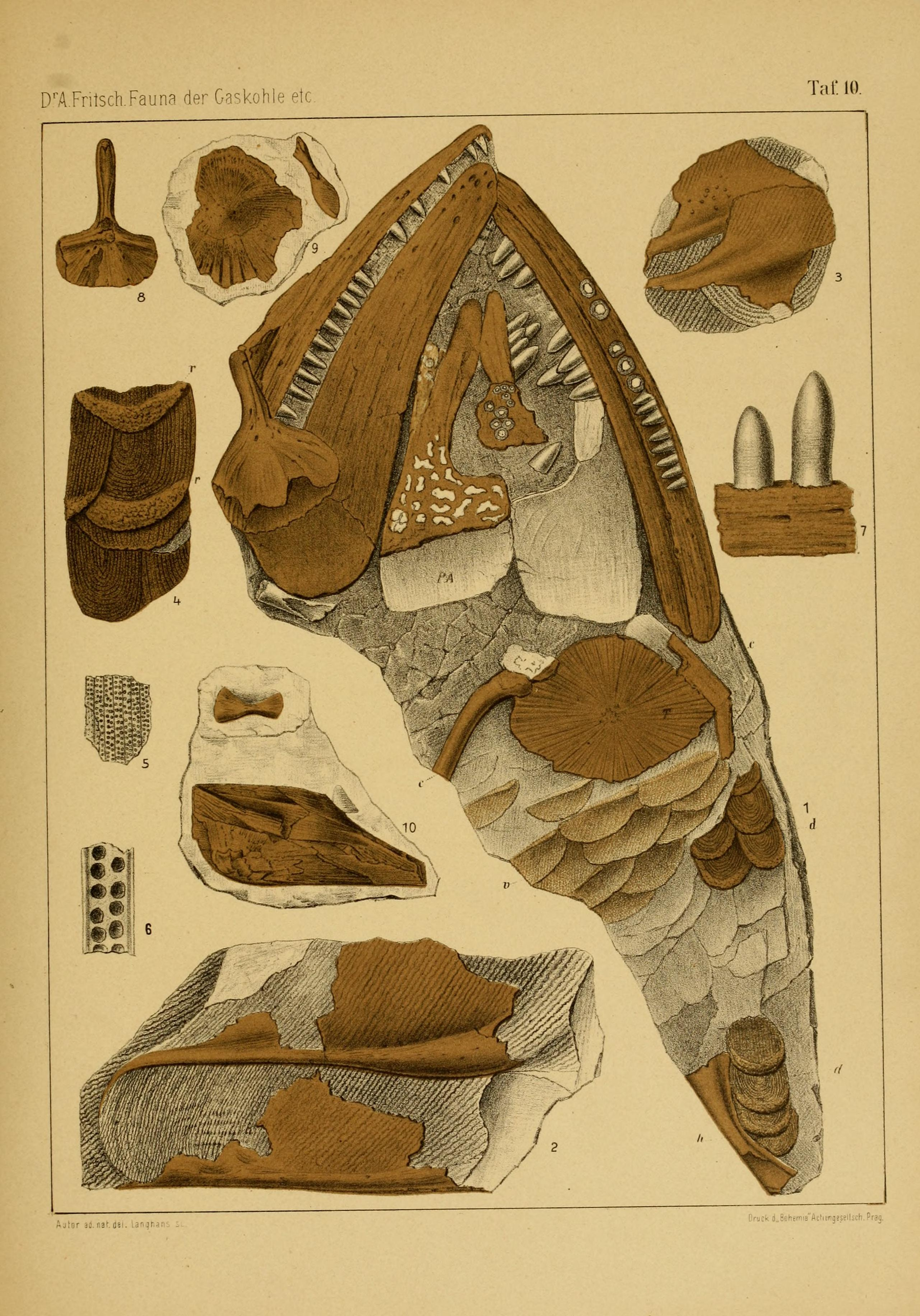
Les mâchoires et le cou du genre Boii illustrés par Frič (1883).

Le crâne écrasé a été pressé entre deux plaques de charbon qui ont préservé les empreintes extérieures des os à la fois sur la face inférieure et sur la face supérieure du spécimen. Bien que tous les os n'aient pas été conservés, les empreintes extérieures ont aidé à reconstituer la structure de ces os manquants. Les empreintes ont été utilisées pour reconstruire le crâne et les mâchoires inférieures, tandis que le crâne lui-même (qui préservait mieux le palais que les empreintes) a été retiré et enfermé dans du baume du Canada. On croyait initialement que le crâne était robuste, à peu près aussi long que large. Ce crâne "ressemblant à une grenouille" est responsable du nom de genre original Batrachocephalus, qui signifie en grec "tête de grenouille". Cependant, des reconstructions ultérieures de Robert Carroll ont interprété cette forme large à la suite de l'écrasement du crâne subi, le crâne étant en fait étroit et quelque peu triangulaire, de forme plus similaire à celle d'un lézard qu'à une grenouille.
Les orbites (trous pour les yeux) sont à peu près à mi-chemin sur la longueur du crâne. Contrairement aux crânes assez lisses de la plupart des microsaures, le crâne de Boii est couvert de nombreuses rainures et crêtes qui rayonnent du milieu de leurs os respectifs. Les os maxillaires et prémaxillaires formant le bord du museau contenaient de nombreuses dents coniques, une trentaine de chaque côté de la mâchoire supérieure. Ce nombre est un peu plus grand que celui du tuditanidé éponyme Tuditanus. Ces dents marginales (de bord) sont en général légèrement plus grandes vers l'avant du crâne, bien que dans une faible mesure seulement.
Le palais (toit de la bouche) possède également des dents. Les os palatins, situés juste à côté des maxillaires, possèdent un bon nombre de dents. L'assortiment le plus remarquable de dents palatines est un faisceau de gros crocs conservés à mi-chemin du crâne. De grands crocs palatins sont également partagés par Sparodus, expliquant pourquoi Boii crassidens a été dans le passé considéré comme faisant partie de ce genre. Frič (1883) considérait que ces crocs étaient sortis des vomers (de l'avant du crâne) ou peut-être du parasphénoïde (de l'arrière du crâne), mais Carroll (1966) a reconstruit les crocs comme faisant partie de les longs os ptérygoïdiens, qui étaient à l'origine signalés comme étant édentés,. Les dentaires (os principaux des mâchoires inférieures) sont également préservés et recouverts de dents semblables à celles des mâchoires supérieures. Une rangée de petites fosses part de la symphyse (menton) le long de la partie supérieure de la face externe des os.

### Autres os
Certains os de la ceinture scapulaire sont connus. Une paire d'os en forme de « V » est conservée derrière le crâne, que Frič (1883) a identifié comme des coracoïdes. Cependant, les recherches de Carroll ont indiqué que les microsaures ne possédaient pas d'os coracoïdes et que les os identifiés par Frič étaient en fait des clavicules. Les clavicules possèdent deux régions en forme de lame pointant l'une vers l'autre à angle droit lorsqu'elles sont vues de face. Les régions inférieures pointent vers l'intérieur et s'étendent le long de la poitrine et les régions supérieures pointent vers le haut le long des côtés du corps. Les régions inférieures (alias plaques ventrales) des clavicules de Boii sont très fines, semblables à celles d'un reptile. Comme typique pour de nombreux tétrapodes, Boii possédait également une interclavicule qui était positionnée derrière les clavicules au centre de la poitrine. Cependant, le seul vestige de cet os dans le spécimen est une impression large mais indistincte. Un seul os du bras était également présent sur le spécimen, bien que les paléontologues ne soient pas d'accord pour savoir s'il s'agissait d'un humérus (selon Frič, 1883) ou d'un radius ou d'un cubitus (selon Carroll, 1966).
Le genre Boii possédait de grandes écailles, comme conservé dans le seul spécimen connu. Les écailles du dos de l'animal ressemblaient à des tuiles avec des coins arrondis. Ils se chevauchaient étroitement en rangées alternées et possédaient chacun un bord arrière bombé. Les écailles du ventre de l'animal se chevauchaient également. Cependant, ces écailles du ventre étaient plus larges que les écailles du dos et leurs rangées étaient empilées si fréquemment que seule une petite partie de chaque écaille individuelle est visible.

## Classification

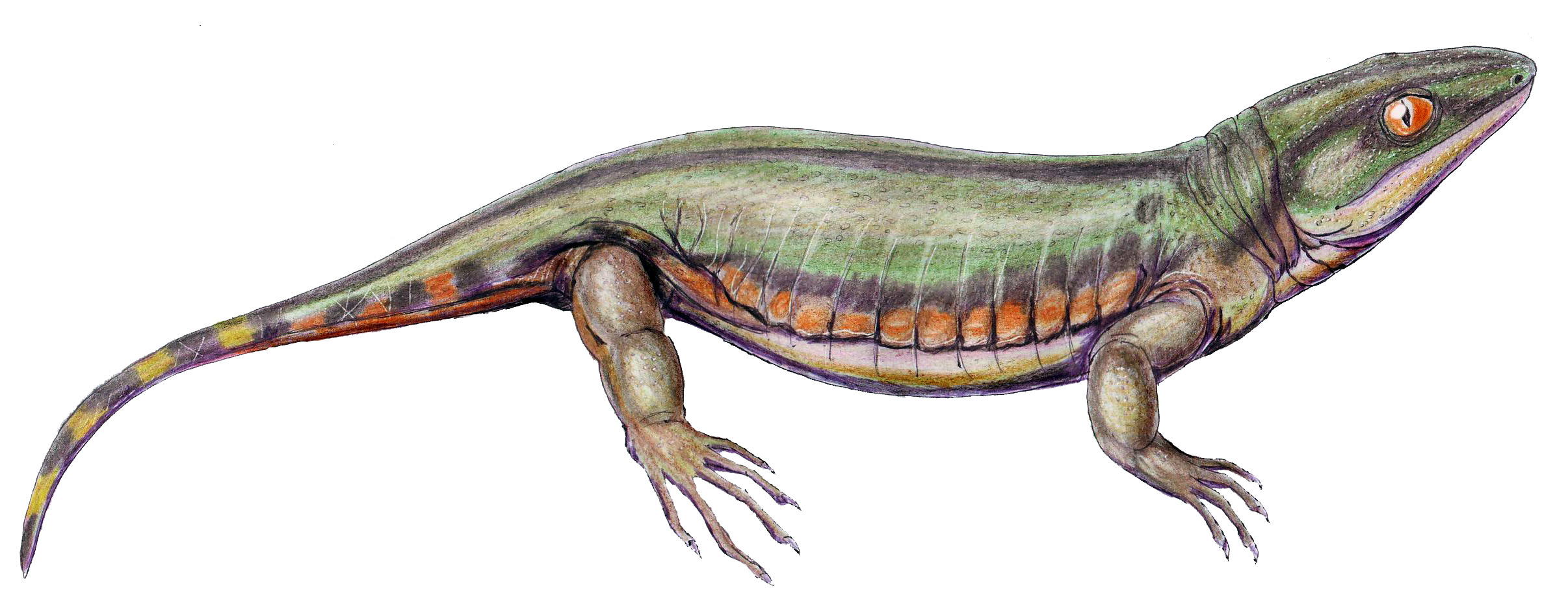
L'apparence des amphibiens Boii pourrait avoir été similaire à celle du genre Tuditanus.

Frič (1883) considérait Boii crassidens comme un membre de la famille des Branchiosauridae, avec d'autres espèces de Sparodus. On pense maintenant que les branchiosauridés, un groupe de petits temnospondyles à branchies, ne sont que des parents éloignés de Sparodus et Boii. En 1894, John William Dawson a répertorié les trois espèces de Sparodus comme microsaures plutôt que comme branchiosauridés. Il n'a pas noté explicitement chaque espèce individuelle (au lieu de cela, les a regroupées sous le nom de Sparodus sp.), Parce qu'il n'était pas sûr qu'elles soient toutes des membres valides du même genre.
Les soupçons de Dawson ont été rectifiés en 1966, lorsque Carroll a séparé Boii crassidens de Sparodus. La structure du crâne de Boii était considérée comme très similaire à celle d’Asaphestera (qui était elle-même similaire au Tuditanus), il a donc placé Boii avec Asaphestera dans les Tuditanidae. Les Tuditanides étaient des microsaures basaux, qui n'ont pas évolué les adaptations inhabituelles de familles de microsaures plus avancées. Il s'agissait de créatures terrestres ressemblant à des lézards avec des membres bien développés et des articulations de la mâchoire placées aussi loin que l'articulation du cou. Bien que Boii crassidens soit assez ancien selon les normes des microsaures, c'est l'une des dernières espèces connues de Tuditanidés. Carroll (1966) a suggéré qu'il descendait peut-être d’Asaphestera, soi-disant l'un des premiers microsaures connus à avoir évolué. Cependant, à partir de 2020, Asaphestera a été reconnu comme un taxon chimérique, basé sur des spécimens d'un éothyrididé potentiel avec un microsaure nouvellement nommé, Steenerpeton.